# Laccornellus copelatoides
Laccornellus copelatoides är en skalbaggsart som först beskrevs av Sharp 1882.  Laccornellus copelatoides ingår i släktet Laccornellus och familjen dykare. Inga underarter finns listade i Catalogue of Life.